# Табага (Мегіно-Кангаласький улус)
Табага (рос. Табага) — село у Мегіно-Кангалаському улусі Республіки Сахи Російської Федерації.
Населення становить 801 особу. Належить до муніципального утворення Тарагайський наслег.

## Історія
Згідно із законом від 30 листопада 2004 року органом місцевого самоврядування є Тарагайський наслег.

## Населення
| 2002 | 2010 | 2012 | 2013 | 2014 | 2015 | 2016 |
| ---- | ---- | ---- | ---- | ---- | ---- | ---- |
| 1098 | ↘892 | ↘869 | ↘867 | ↘863 | ↘844 | ↘827 |
| 2017 | 2018 |      |      |      |      |      |
| ↘821 | ↘801 |      |      |      |      |      |